# 猫田胜敏
猫田胜敏（1944年2月1日—1983年9月4日）是一名日本前排球运动员。他在1964年夏季奥林匹克运动会中，参加了男子排球比赛并获得铜牌。他也参加了1966年、1970年、1974年和1978年四届亚洲运动会。